# CD Marker
En CD Marker er en tuschpen, som er specielt lavet til at skrive på overfladen af cd-rom, dvd, HD DVD og Blu-ray diske.